# Ievgueni Vorobiov
Pour les articles homonymes, voir Vorobiov.
Ievgueni Ievguenevitch Vorobiov est un joueur d'échecs russe né le 13 décembre 1976 à Moscou.
Au 1er octobre 2019, il est le 70e joueur russe avec un classement Elo de 2 555 points.

## Biographie et carrière
Vorobiov obtint le titre de grand maître international en 2000.
Il remporta le championnat de Moscou en 1999 et 2009.
En 2010, Vorobiov marqua 7,5 points sur 11 lors du championnat d'Europe d'échecs individuel (11e-40e ex æquo) et se qualifia pour la Coupe du monde d'échecs 2011 à Khanty-Mansiïsk où il fut éliminé au premier tour par Emil Sutovsky après départage en parties rapides.
En 2011, il remporta l'open de Dresde avec 7 points sur 9. En 2012, il gagna l'open de Sitges en Espagne.